# LNWR-Klasse Teutonic
Die Teutonic-Klasse war eine Baureihe von zehn Dreizylinder-Verbundlokomotiven, die von Francis William Webb für die London and North Western Railway (LNWR) entworfen und 1889 und 1890 in den bahneigenen Werkstätten in Crewe hergestellt wurden. 

## Geschichte

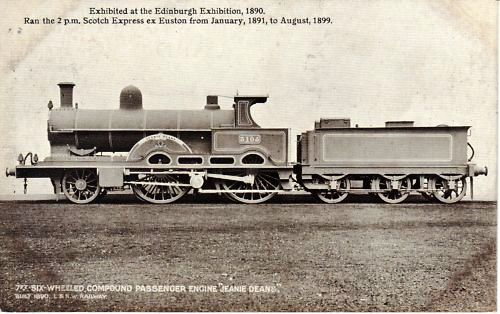
Nr. 1304 Jeanie Deans

Die von Webb, dem damaligen Chief Mechanical Engineer der LNWR, entworfene Teutonic-Klasse war eine verbesserte Ausführung der zuvor gebauten Dreadnought-Klasse. Wie diese waren sie als  Dreizylinder-Verbundmaschinen mit zwei ungekuppelten Treibradsätzen ausgeführt und besaßen die seltene Radsatzanordnung 2-2-2-0 (1AA). Die beiden außenliegenden Hochdruckzylinder wirkten dabei auf den hinteren und der innenliegende Niederdruckzylinder auf den vorderen Treibradsatz. Die Steuerungen beider Zylinder konnten nun vom Führerstand aus umgestellt werden, sodass die bei der Dreadnought-Klasse auftretenden Anfahrprobleme nicht mehr auftauchten. Zudem hatten die Teutonic größere Treibräder.
Alle Lokomotiven außer der „Jeanie Deans“ und der „Pacific“ wurden nach Schiffen der White Star Line benannt. „Jeanie Deans“ ist ein fiktiver Charakter aus dem Roman The Heart of Mid-Lothian von Walter Scott. Die Lokomotive wurde 1890 auf der Edinburgh International Exhibition ausgestellt. Danach zog sie von Januar 1891 bis August 1899 fast ununterbrochen den 14 Uhr Schnellzug zwischen Euston und Crewe auf der West Coast Main Line.
Nachdem George Whale 1903 Webb als Chefingenieur ablöste, wurden die Lokomotiven zwischen 1905 und 1907 alle ausrangiert und verschrottet. Whale ersetzte sie durch seine eigene Experiment-Klasse.

### Nummerierung
| Nummer | Name         | Werksnummer | Baujahr | Verschrottet |
| ------ | ------------ | ----------- | ------- | ------------ |
| 1301   | Teutonic     | 3102        | 1889    | 1905         |
| 1302   | Oceanic      | 3103        | 1889    | 1907         |
| 1303   | Pacific      | 3104        | 1889    | 1907         |
| 1304   | Jeanie Deans | 3105        | 1890    | 1906         |
| 1305   | Doric        | 3106        | 1890    | 1906         |
| 1306   | Ionic        | 3107        | 1890    | 1905         |
| 1307   | Coptic       | 3108        | 1890    | 1905         |
| 1309   | Adriatic     | 3109        | 1890    | 1907         |
| 1311   | Celtic       | 3110        | 1890    | 1906         |
| 1312   | Gallic       | 3111        | 1890    | 1906         |